# Hans Tesch (Schriftsteller)
Hans Tesch (* 23. Januar 1918 in Strasburg (Uckermark); † 16. Oktober 1980) war ein deutscher Lehrer und Schriftsteller.

## Leben
Hans Tesch beschäftigte sich neben seiner Tätigkeit als Lehrer mit dem Studium der deutschen Mystik, vor allem mit dem Gesamtwerk von Jakob Böhme. Nach dem Kriegseinsatz als Bordschütze in Sturzkampfbombern war er von 1946 bis 1964 Volksschullehrer in Dörsdorf und Organist in der Evangelischen Kirchengemeinde. In dieser Zeit hatte er Kontakt mit Hans Sterneder, den er als Gast in die Volksschule einlud. Ab dem Jahr 1964 war er als Lehrer in Lindau (Bodensee) tätig. 1976 erhielt er den Georg-Dehio-Preis für Kunst und Geistesgeschichte.
1980 verstarb Hans Tesch während eines Besuchs bei seiner Tochter in Niedersachsen an einem Herzinfarkt.

## Veröffentlichungen
Auszug aus Hans Teschs Veröffentlichungen:
- 1967: Das Tagebuch des Markus L.
- 1971: Vom dreifachen Leben: ein geistiges Porträt des Mystikers Jakob Böhme
- 1971: Nachspiel
- 1973: Haltestelle Feuerwerksanstalt
- 1974: Der Zwillingsbruder
- 1979: Jakob Böhme – Mystiker und Philosoph
- 1979: Sie schienen verloren